# Cisticola bakerorum
La Cisticola bakerorum és una espècie d'ocell de la família dels cisticòlids. Es troba a Tanzània. Va ser reconegut per primera vegada com a nova espècie per Éric Burnier a la dècada de 1980. Va posar-ho en coneixement de Neil i Liz Baker, que aviat van confirmar la identitat d'aquesta espècie com a nova per a la ciència.
En anglès se'l coneix com Kilombero cisticola i en neerlandès com Kilomberograszanger.